# Танець пінгвіна
«Танець пінгвіна» — альбом реміксів гурту «Скрябін», що вийшов 1998 року. Під час роботи над альбомом було створено 2 Extended ремікси на «Годинник» та «Train»

## Композиції
1. «Танець пінгвіна» (4:36)
2. «Осінь-зима» (remix) (6:19)
3. «На даху добре» (dance remix) (4:31)
4. «Змучений» (bas ostinato dance) (6:00)
5. «Холодний смак» (5:20)
6. «До смерті і довше» (drum&base) (7:14)
7. «Train» (dance remix) (6:36)
8. «Годинник» (club remix) (4:23)
9. «Сам» (long play remix) (5:23)
10. «Птахи» (remix) (6:20)
11. «Най буде дощ» (piano mix) (5:10)
12. «Побєда-транс» (punk mix) (4:35)

## Над альбомом працювали
- Андрій «КУЗЬМА» Кузьменко — вокал, тексти, музика, клавішні інструменти, семплінг, програмування
- Ростислав «РОЙ» Домішевський — тексти, музика,бас-гітара (6,11), гітара (1,5,6,11,12), вокал (9), бек-вокал (7,12)
- Сергій «ШУРА» Гера — музика, клавішні інструменти, семплінг, програмування, вокал (10), бек-вокал (2,5,7,9)
- Дитячий голос у пісні «Танець пінгвіна» — Артем Явніков

## Цікаві факти
- Існує дві версії кліпу, одна з яких містить агітацію за «партію зелених» (див. у посиланнях), в іншій версії майже всі кадри з партійною символікою «вирізані».
- Альбом містить в собі ремікси на раніше записані пісні. 2 треки («Танець пінгвіна» та «Холодний смак») на цьому альбомі є ремейками на той час рідкісних треків гурту."Танець пінгвіна" на не випущену офіційно версію треку 1992—1993 р. з альбому «Технофайт 1993», «Холодний смак» ремейк одного з двох треків касетної версії «Мови риб», що вийшла в 1993 році, другий такий трек «Небо» був проігнорований на цьому альбомі, і на даний момент ексклюзив альбому «Мова риб» варіанту 1993-го.